# 斯普利特总主教宫

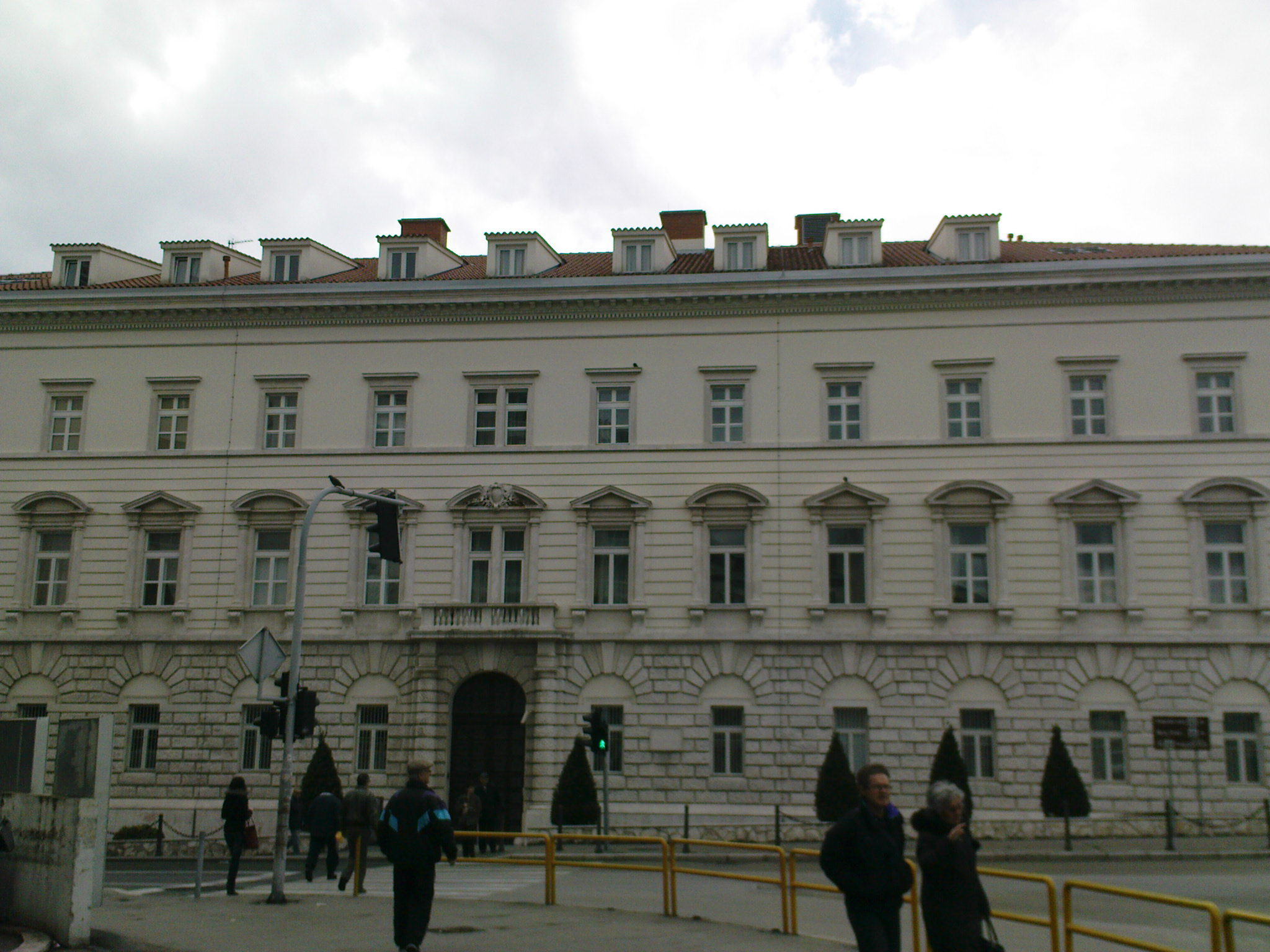
斯普利特总主教宫

斯普利特总主教宫（Nadbiskupska palača u Splitu）是一个新文艺复兴风格的宫殿，斯普利特马卡尔斯卡总主教的驻地。

## 历史
斯普利特的旧总主教宫位于戴克里先宫内，斯普利特主教座堂以北。但在1924年烧毁。新的总主教宫设于市中心东边，戴克里先宫以外，建于Filip Frano Nakić主教任期（1889-1910年）中的1901-1904年。 它是由建筑师Ćiril Metod Iveković（1864-1933年）设计，新文艺复兴风格，模仿罗马的法尔内塞宫。1944年1月4日盟军轰炸斯普利特，该建筑物遭到严重破坏。第二次世界大战后，1948年 该建筑被南斯拉夫共产党政权收归国有。 1998年，克罗地亚共和国将其归还给教会，恢复使用。1998年，教宗若望保禄二世访问斯普利特和索林，来到斯普利特总主教宫。